# Julie Doležilová
Julie Doležilová (* 2. července 2003 Neratovice) je česká reprezentantka v sedmičkovém a patnáctkovém ragby. V letech 2021 až 2024 byla zvolena nejlepším ragbistkou ČR.
V roce 2023 vybojovala s českou reprezentací Ragby VII třetí místo na Evropských hrách v Krakově.